# Jean-Baptiste Lachaise
Pour les articles homonymes, voir Lachaise (homonymie).

a Compétitions nationales et continentales officielles uniquement.

b Matchs officiels uniquement.
Dernière mise à jour le 30 juin 2024.
Jean-Baptiste Lachaise, né le 26 avril 2001, est un joueur français de rugby à XV évoluant aux postes de troisième ligne aile et de troisième ligne centre.

## Biographie
Jean-Baptiste Lachaise naît le 26 avril 2001, dans une famille de joueurs de rugby à XV (au Stade hendayais), son père est entraîneur, son oncle président et l'un de ses cousins y joue. Il commence lui aussi le rugby à l'âge de cinq ans, au Stade hendayais. 
Par la suite, il joue en junior pour l'Aviron bayonnais avant de rejoindre l'Union Bordeaux Bègles en 2019. Capitaine des espoirs avec ce club, il évolue ensuite en Top 14 à partir de la saison 2020-2021. En 2021, il suit des études de commerce en parallèle à sa carrière sportive.
Au cours de la saison 2022-2023 de l'Union Bordeaux Bègles, il est titularisé pour la première fois. Toutefois, il se blesse après quatre minutes de jeu et reste éloigné des terrains.
Pour la saison 2023-2024, il est prêté au RC Suresnes en Nationale. Finalement, à l'issue de la saison, il prolonge son contrat jusqu'en 2026 avec le RC Suresnes.

## Style de jeu
C'est un troisième ligne polyvalent qui allie capacité technique, vitesse et plaquage-grattage.